# 包家平
包家平（英語：Pau Ka-Ping，1908年8月10日—1992年11月11日），是一名已故香港足球運動員，活躍於1920年代中至戰前，司職守門員，有「鋼閘」和「攝鐵手」的稱號，被譽為現代足球「中國門將第一人」。

## 簡歷
包家平是新加坡歸僑，1925年於香港完成學業，在乙組聯賽球會聖若瑟出道。1926年，18歲的他轉投新成立的中華隊，隨即協助中華奪得1927-1928年賽季聯賽冠軍。1928年，與兩位兄長一起「上山」加盟南華。1930年代，包家平數度因個人原因離開球壇，又曾多次以少時練習過的正中鋒身份作賽，屢有斬獲。
1939年，與南華巡遊南洋後，正式告別香港球壇，他選擇回到新加坡定居，戰後於當地經商。1940年，於新加坡創立新中華足球會，戰後出任當地友愛隊教練，曾擔任星華足球協會的不同崗位。

## 國際賽生涯
1927年，包家平首度入選中國隊（以中華會球員為骨幹），以東道主身份參加於上海舉辦的遠東運動會，擊敗日本和菲律賓奪得冠軍。1928年，代表香港隊，出戰對新加坡的埠際賽。1935年，為香港隊奪得全國運動會足球賽冠軍。1936年，包家平為中國隊遠赴德國柏林，首度出戰奧運會足球賽。

## 個人生活
包家平的兄長包家全和包家連為同期足球員。他的兒子包永康亦是一名守門員，曾效力於友愛隊，後入讀英國劍橋大學。

## 榮譽
中華
- 香港甲組足球聯賽冠軍（1927–28季度）

南華
- 香港高級組銀牌冠軍（1934–35季度）

中國隊
- 遠東運動會足球賽冠軍（1927年）

香港代表隊
- 全國運動會足球賽冠軍（1935年）

## 外部連結
- Olympedia - Bao Jiaping （页面存档备份，存于）